# Свети Георги (Техово)
„Свети Георги“ (на гръцки: Ιερός ναός Αγίου Γεωργίου) е възрожденска православна църква във воденското село Техово (Каридия), Гърция, част от Воденската, Пелска и Мъгленска епархия на Вселенската патриаршия.
Църквата е разположена в центъра на селото, до гробищата. Построена преди 1850 година. В 70-те години до нея е построена нова централна църква „Свети архангели Гавраил и Рафаил“.
В архитектурно отношение е трикорабна базилика с женска църква в западната част. Зидарията е каменна с 80 cm дебелина. Църквата има два входа - един от южната и един западната страна. Покрита е с плочи и има и камбанария. Във вътрешността на запад има женска църква. Има забележителен позлатен иконостас. От стенописите се откроява Света Богородица Ширшая небес. Църквата е реставрирана в първоначалния си вид.